# Assebroek
Assebroek [ˈɑsəbɾuk] és un nucli de la ciutat de Bruges, a la província del Flandes occidental de Bèlgica. El 2008, el poble tenia 19.257 habitants, sobre una superfície de 1.049 hectàrees. L'any de la fusió amb Bruges, el 1971, tenia 853 ha, però una reformació territorial va eixamplar la superfície de la divisió administrativa en unes 200 ha, en afegir l'exclavat de l'antic municipi de Sint-Michiels a l'est del canal Gant-Bruges.

## Història

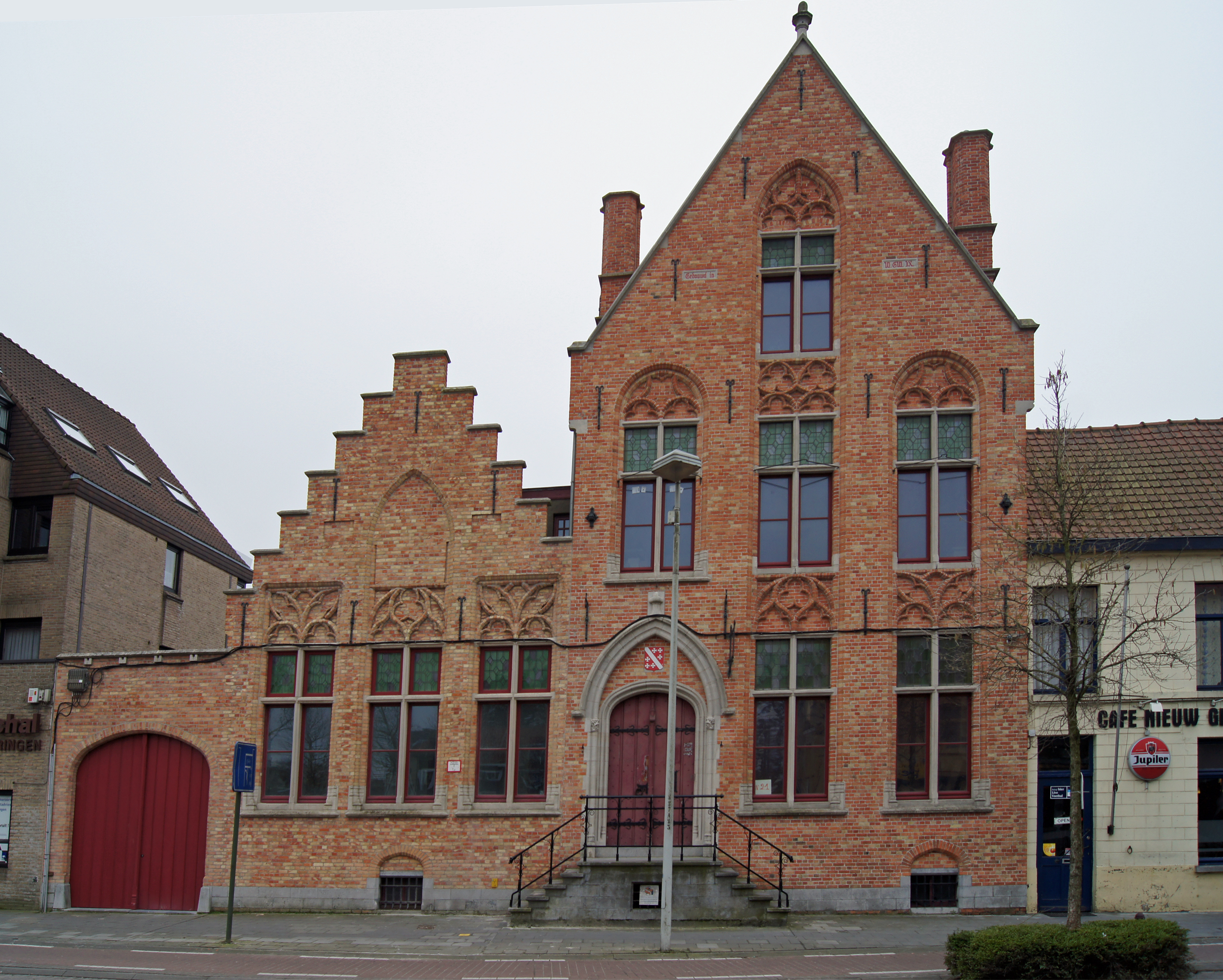
Antiga casa de la vila

Les primeres traces d'habitació daten del Mesolític a les crestes arenoses al marge dels prats molls, més fèrtils, però sovint inundats. Durant l'antic règim pertanyia com «appendant» al Franconat de Bruges.
El municipi va crear-se durant la reforma administrativa sota l'ocupació francesa. Els ocupants francesos van reunir un patchwork de dominis de l'antic règim, quatre subfeus que depenien del burg de Bruges, dels quals el principal és la senyoria d'Assebroek, un exclavat de la ciutat (els Paal·landen), la parròquia més antiga d'Odegem (probablement un petit assentament franc, uns masos importants que pertanyien a abadies que es trobaven intra muros a Bruges.

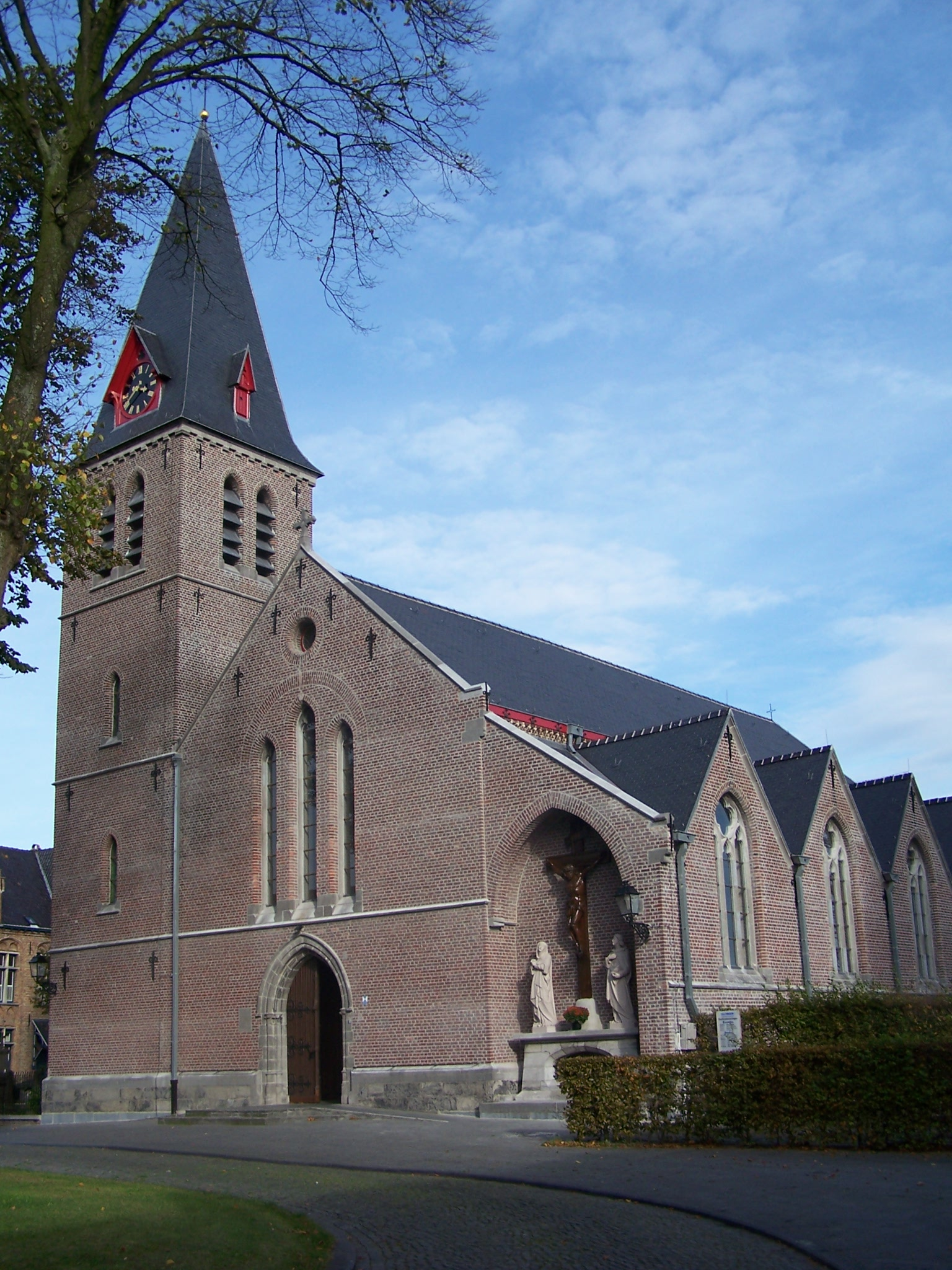
Església de Ver Assebroek

La senyoria de l'Assebroek històric que va donar nom a l'entitat (actualment el nucli de Ver Assebroek), a l'entorn de l'església de la Immaculada Concepció al sud del barri actual, feia part de la senyoria de Sijsele. Durant l'antic règim, era una zona rural; només a l'entorn de l'església d'Assebroek es va crear una petita concentració de població. S'hi trobaven també unes abadies (Sint Trudo, monestir d'Engelendale…) que van ser derrocades durant el moviment iconoclasta i calvinista durant l'ocupació espanyola al segle xvi. Tenia una posició estratègica per les carreteres cap a Kortrijk i cap a Gant i pel canal. Durant la Guerra dels Vuitanta anys, per raons estratègiques, el batlle de la ciutat de Bruges va decidir el 1577-1578 de derrocar tots els edificis importants de la zona; molts dels altres edificis van ser destruïts pels geuzen. L'exèrcit espanyol va crear una línia de defensa i construí uns forts al llarg del canal Gant-Bruges. Durant segles tots aquests moviments militars van fer la vida penosa a la població. Segueix una era de més calma des del 1713 sota el govern austríac de Maria Teresa i Josep II. D'aquest temps data la creació cel cementiri central de Bruges Brugs Kerkhof. La treva va ser interrompuda per la Revolució i ocupació franceses el 1789.

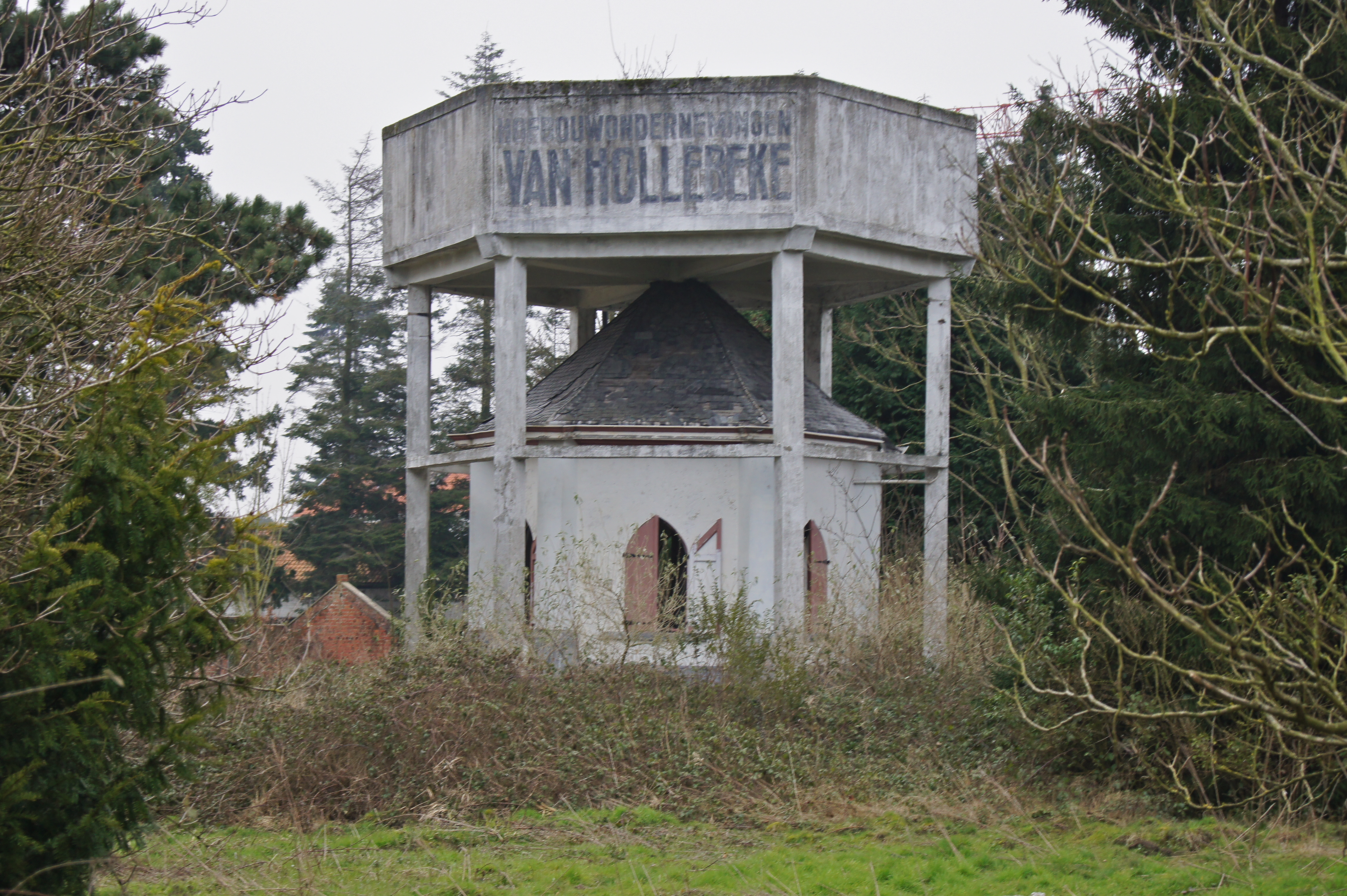
Torre d'aigua de l'antiga empresa d'horticultura Vanhollebeke

 El 1815, després del Congrés de Viena, passà al Regne Unit dels Països Baixos. El rei Guillem I va mantenir la divisió administrativa dels francesos. El 1830 passà al nou creat Regne de Bèlgica. El 1863 s'inauguren dues parades al nou ferrocarril Bruges-Eeklo, però el poble manté el seu caràcter rural. La urbanització del poble comença a l'inici del segle xx. L'agricultura tradicional es reemplaça per empreses d'horticultura com Flandria, Van Hollebeke, Coene i d'altres que van donar renom a Assebroek, fins que vers la fi del segle una després d'altra van sucumbir sota la fúria urbanitzadora. Unes indústries van establir-se al llarg del canal. L'empleadora major va ser La Brugeoise, fàbrica de material rodat, establerta a Sint-Michiels, de l'altre costat del canal Bruges-Gant, però connectat amb un pont per a vianants, prop del qual es va desenvolupar un barri obrer.

## Geografia i economia

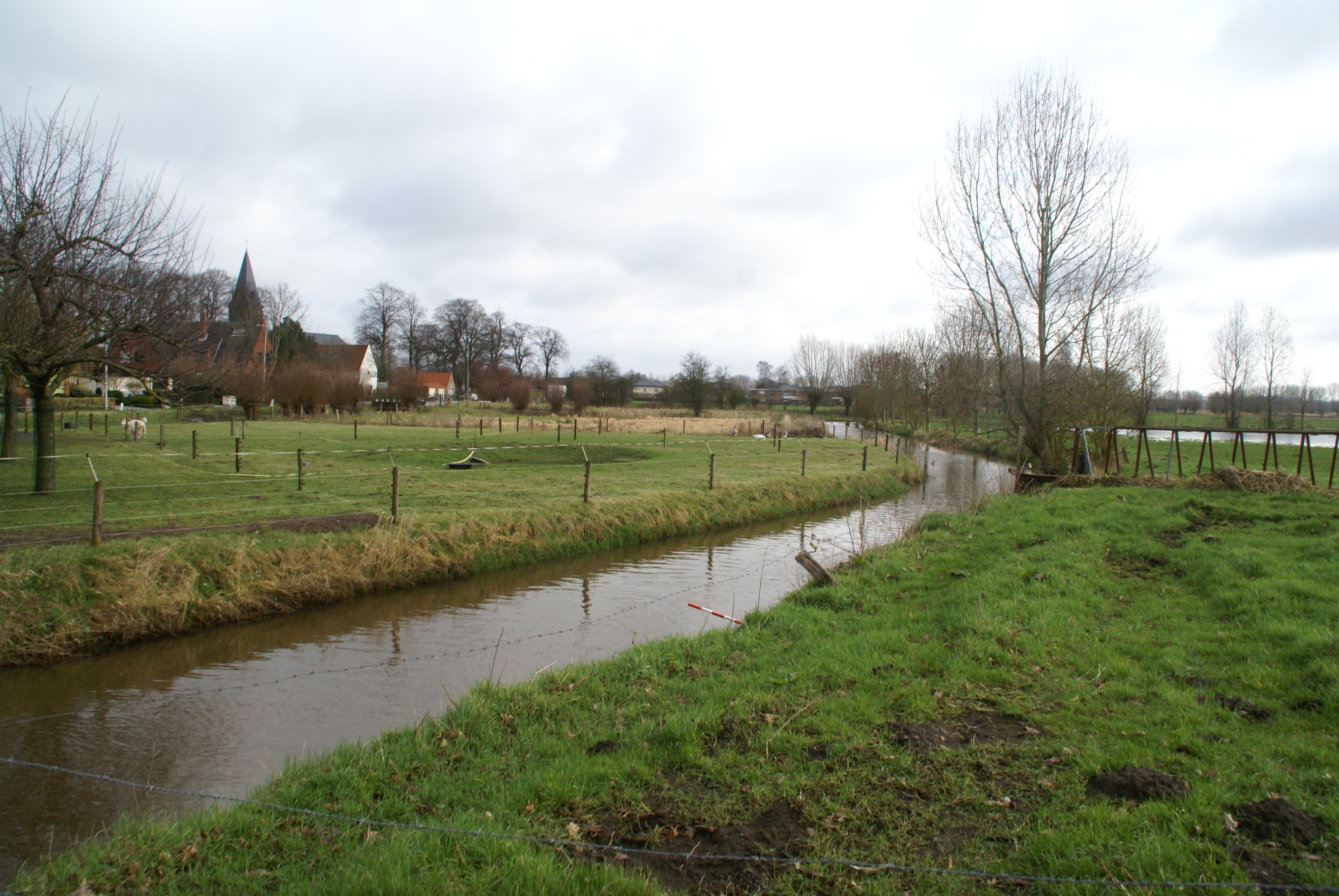
El Sint-Trudoledeken

Assebroek es troba en una plana sorrosa que va crear-se a l'Eocè. Té unes zones més baixes humides anomenades meersen ('prats molls'). És desguassat per uns petits rius, dels quals els principals són els antics afluents del Reie: el Gemeneweidebeek i el Sint-Trudoledeken i el seu afluent, el Meersbeek. A la zona urbanitzada van ser entubats i integrats al clavegueram. Des del segle xiii l'acció humana modificà prou el curs natural dels rius, per la canalització del Reie i la construcció de la segona muralla de Bruges.
El creixement de la població va ser seguit per la creació de facilitats: escoles, esglésies, dues línies de tramvia. En la part urbanitzada van conservar-se en l'últim moment unes zones verdes a l'entorn del riu Gemeneweidebeek i de l'antiga masia castral De Zeven Torentjes ('Les set torretes'). Al sud es troben unes reserves naturals més importants: el bosc de Ryckevelde, els Gemene Weiden (prats comuns), els Assebroekse Meersen (prats molls d'Assebroek). La indústria i l'horticultura van desaparèixer i va evolucionar vers un poble residencial del qual l'activitat econòmica es limita als serveis de proximitat.

## Llocs d'interès
- El cementiri Central de Bruges amb moltes sepultures de persones conegudes, com per exemple la tomba de l'escriptor Guido Gezelle.
- El bosc Bergjesbos.
- Antiga masia del monestir d'Engelendale.
- Parc natural dels Assebroekse Meersen.
- Parc natural Gemeneweidebeek.
- La masia castral De Zeven Torentjes.
- L'antiga taverna De Lelie.
- L'abadia i la masia de Steenbrugge.

## Celebritats
- Jan van der Hoeven (1929- 2014), futbolista, professor d'història i poeta.

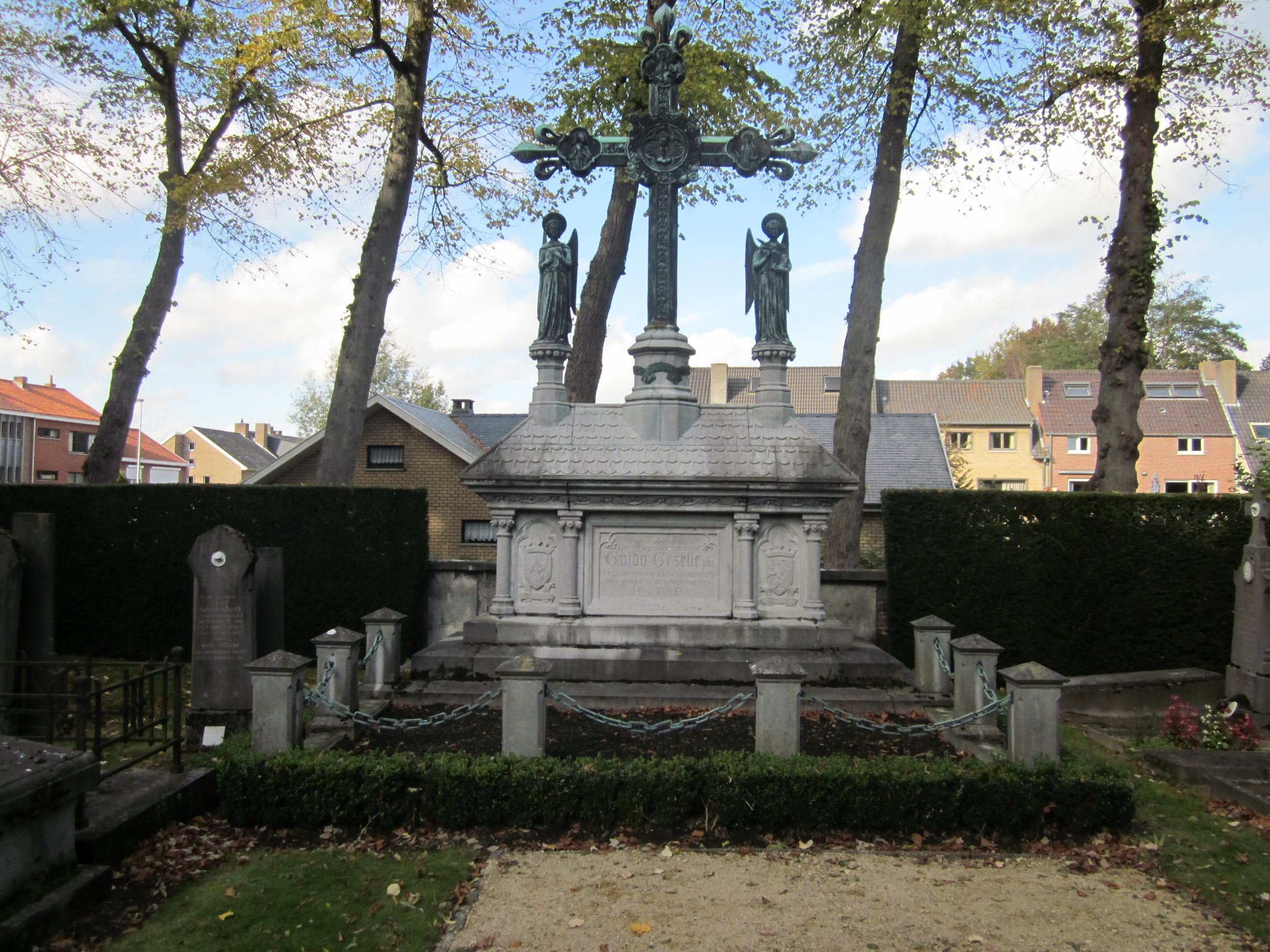
Tomba de Guido Gezelle
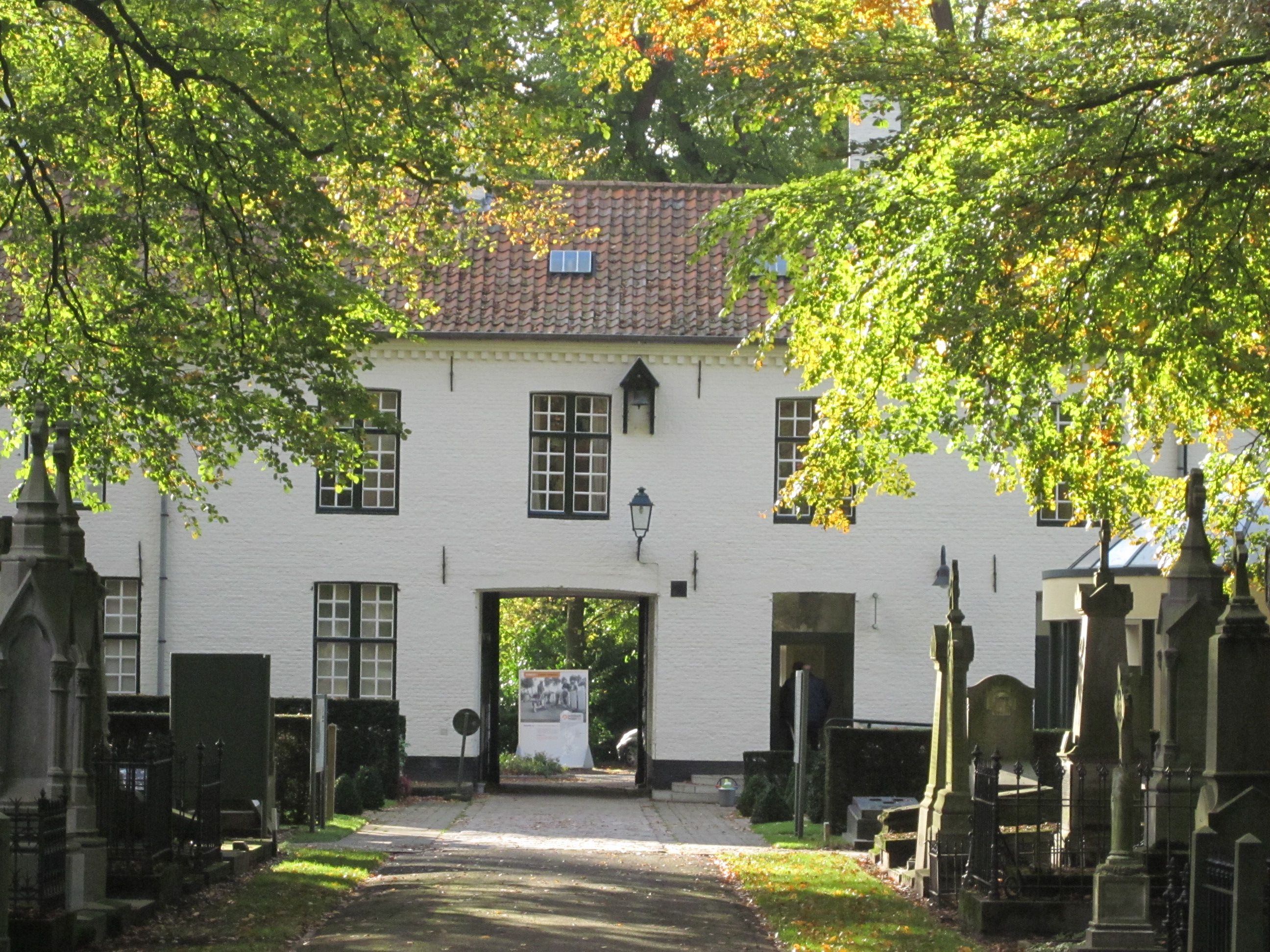
Portada del cementiri
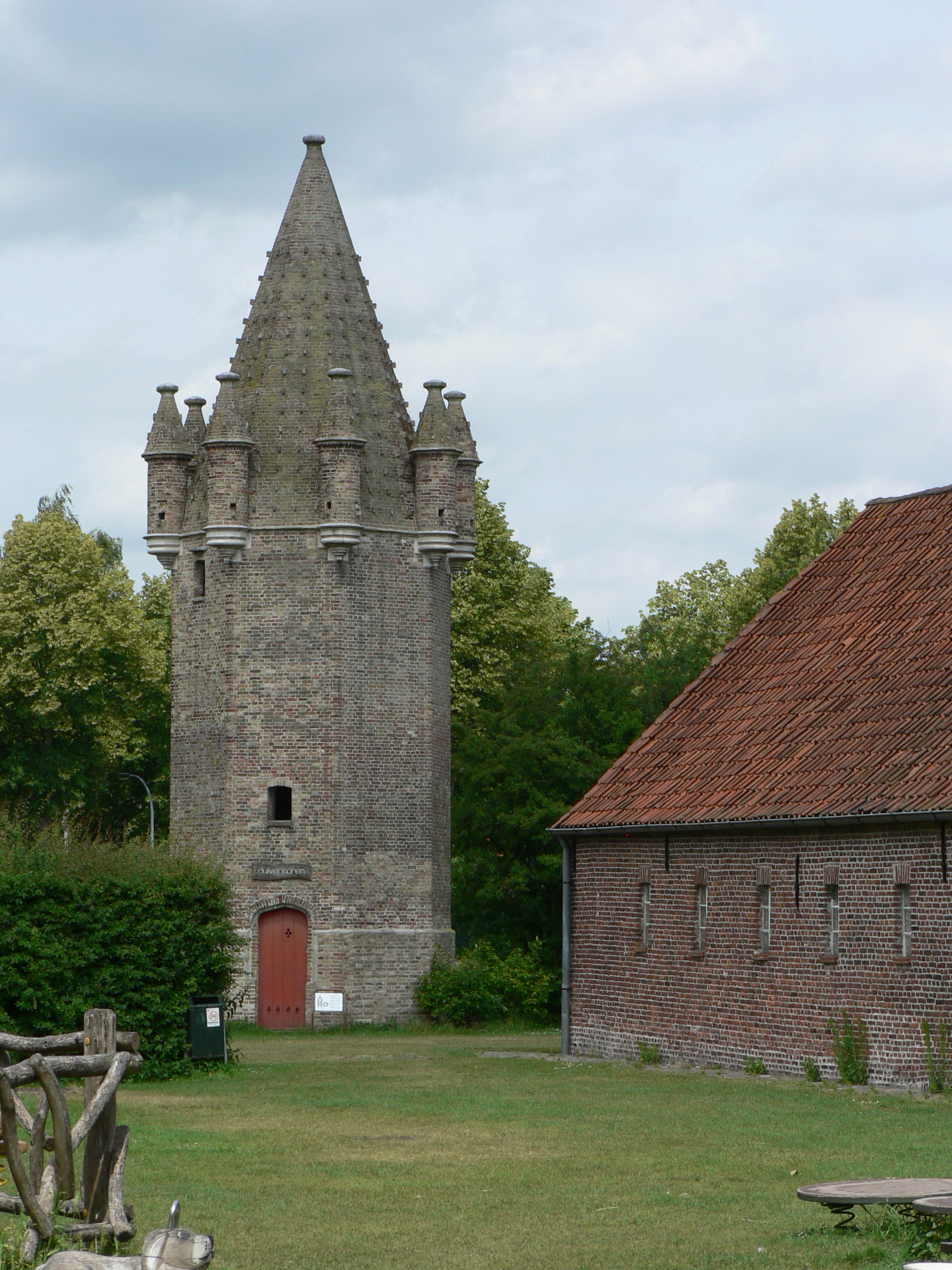
El colomar De Zeven Torentjes
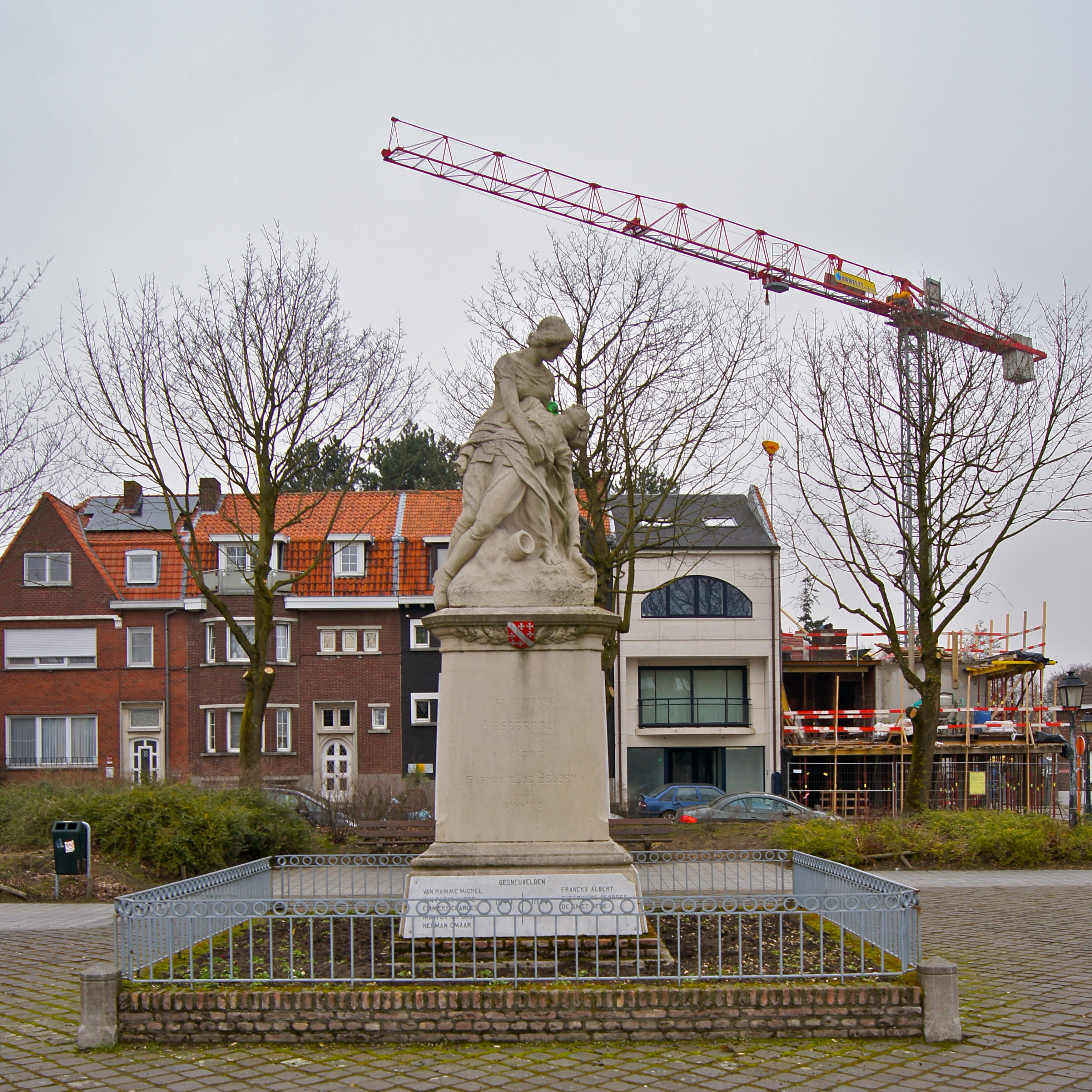
Monument a les víctimes civils i militars de les dues guerres mundials
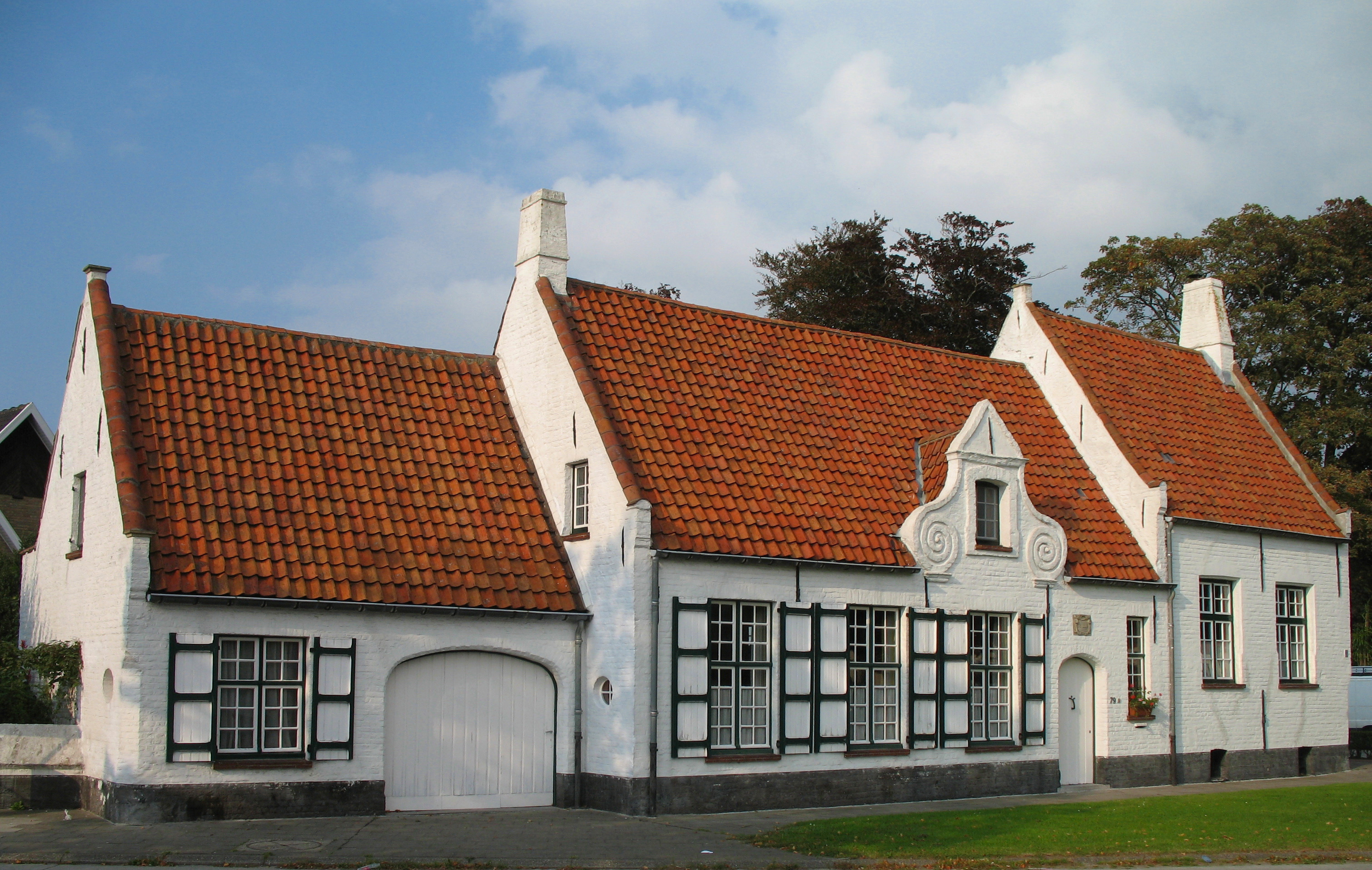
Antiga taverna (segle xvii) «De Lelie» (el Lliri)
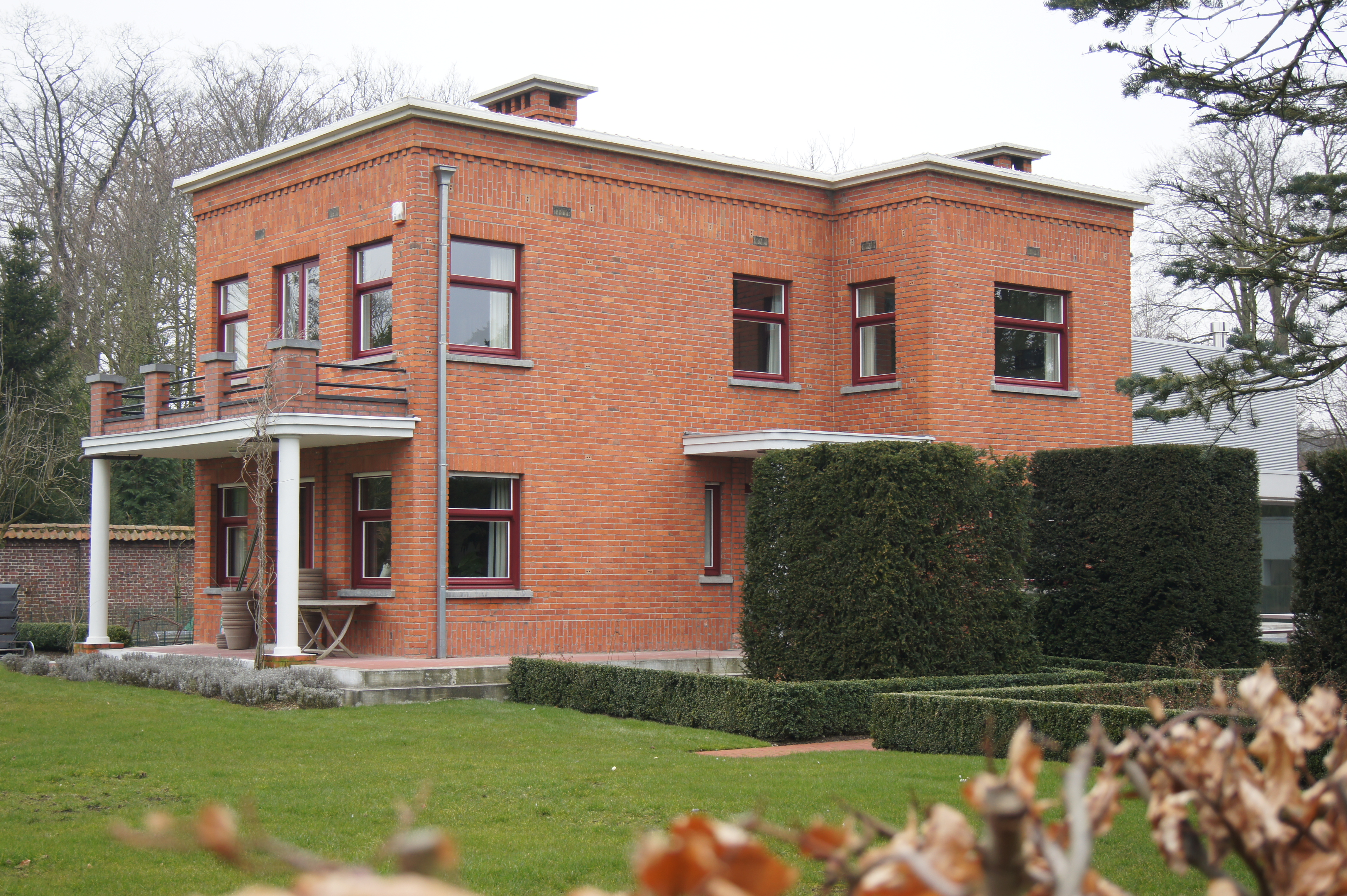
Vil·la típica d'horticultor d'Assebroek